# Кунаєв Артем Юрійович
Артем Юрійович Кунаєв (нар. 29 квітня 1992, м. Дніпро) — український політик. Народний депутат України 9-го скликання.

## Життєпис

### Освіта
Закінчив Дніпропетровський університет імені Альфреда Нобеля (факультет міжнародної економіки), Київський національний університет імені Тараса Шевченка. Кандидат наук. Вивчає політологію у Запорізькому національному технічному університеті (аспірант).

### Професійна діяльність
Працює на посаді заступника керівника управління з маркетингу та продажу вертолітної техніки АТ «Мотор Січ». Був інженером департаменту маркетингу та продажів АТ «Мотор Січ».

### Політична діяльність
На парламентських виборах 2019 року був обраний народні депутати від партії «Слуга народу» (№ 100 у списку).
Член Комітету Верховної Ради з питань бюджету.
Керівник групи з міжпарламентських зв'язків з Республікою Індонезія.
22 липня 2025 року проголосував за проєкт закону 12414, що обмежує Національне антикорупційне бюро України та Спеціалізовану антикорупційну прокуратуру. Закон викликав хвилю антикорупційних протестів.